# La Fiancée du désert (film, 1928)
Pour l’article homonyme, voir La Fiancée du désert.
La Fiancée du désert (The Desert Bride) est un film américain réalisé par Walter Lang, sorti en 1928.

## Synopsis
Le capitaine Maurice de Florimont, officier du renseignement de l'armée française, est capturé par des nationalistes arabes lors d'une mission d'espionnage. Sa compagne Diane Duval est également faite prisonnière. Tous deux sont torturés par Kassim Ben Ali, chef des nationalistes arabes, mais ils refusent de révéler la moindre information.

## Fiche technique
- Titre original : The Desert Bride
- Réalisation : Walter Lang
- Scénario : Ewart Adamson
- Producteur : Harry Cohn
- Photographie : Ray June
- Montage : Arthur Roberts
- Genre : Mélodrame[3]
- Production : Columbia Pictures
- Distributeur : Columbia Pictures
- Durée : 56 minutes
- Date de sortie : 26 mars 1928

## Distribution
- Betty Compson : Diane Duval

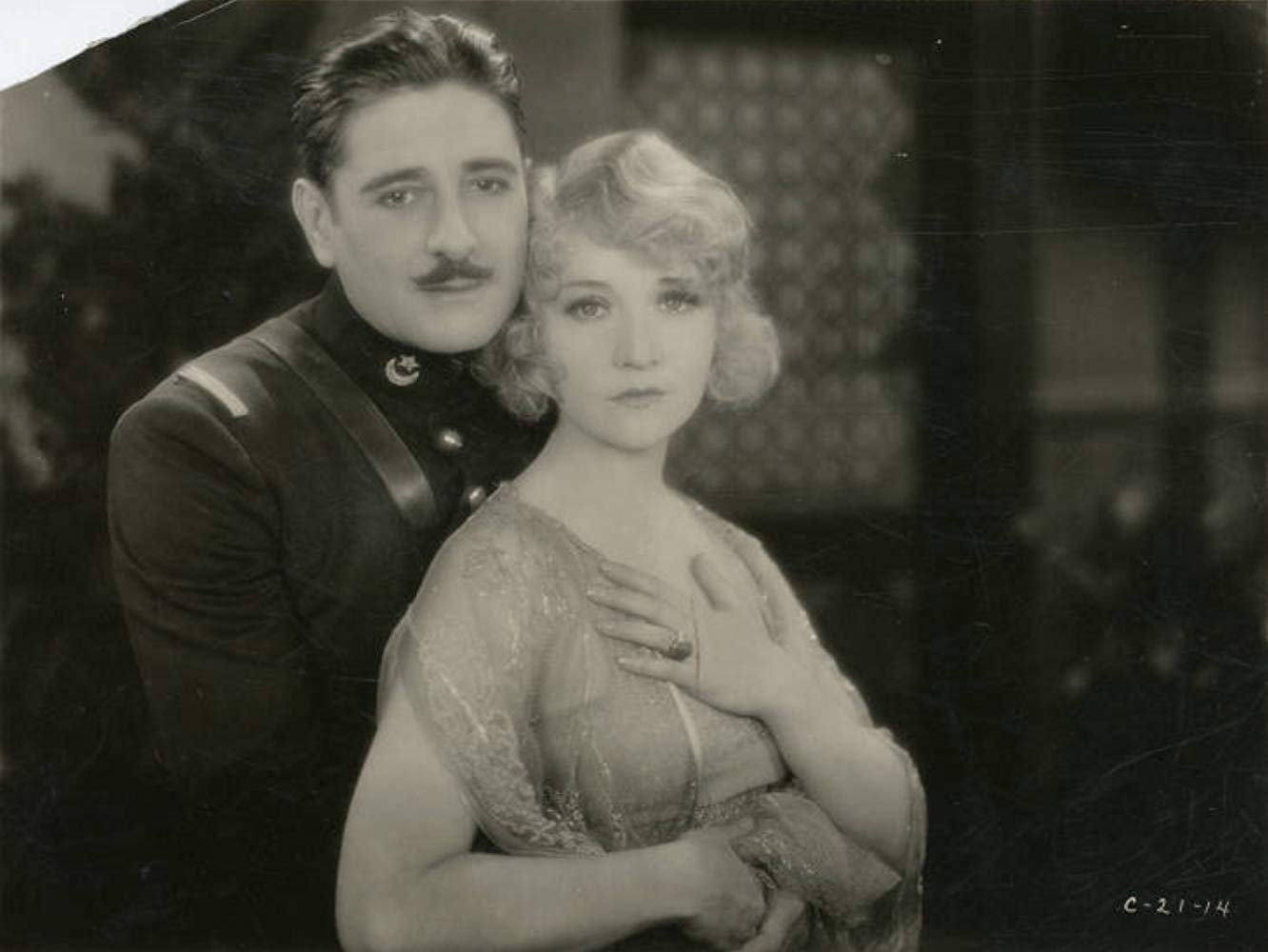
Betty Compson et Allan Forrest dans une scène du film.

- Allan Forrest : Capt. Maurice de Florimont
- Edward Martindel : Col. Sorelle
- Otto Matieson : Kassim Ben Ali
- Roscoe Karns : Pvt. Terry
- Frank Austin : Beggar

## Statut du film
Le film était considéré comme perdu jusqu'en 2017.